# Hermite (papillon)
Pour les articles homonymes, voir Hermite.
Ne doit pas être confondu avec Grand hermite.
Chazara briseis
Espèce

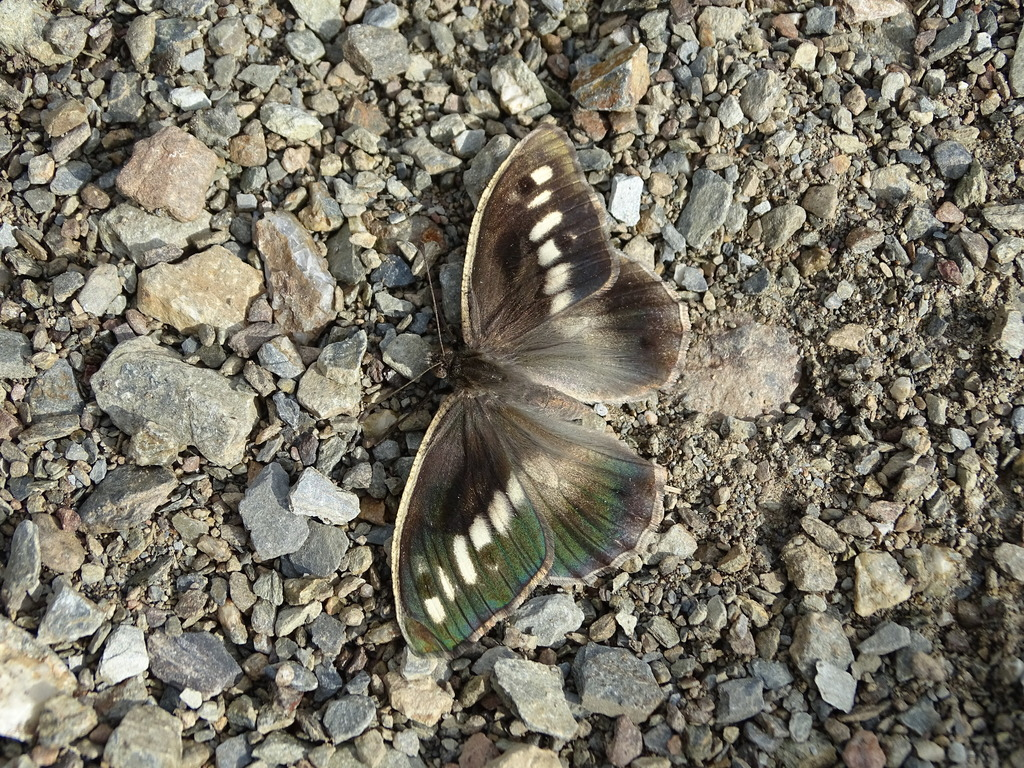
Chazara briseis sur le sol

L’Hermite ou Ermite (Chazara briseis) est un lépidoptère appartenant à la famille des Nymphalidae à la sous-famille des Satyrinae et au genre  Chazara. C'est une espèce dont les populations se sont effondrées en 10 ans, et aujourd'hui classée vulnérable par La Liste rouge nationale (UICN, MNHN, Opie).

## Dénomination
Il a été nommé Chazara briseis par Pierre André Latreille en 1764.
Synonymes : Papilio briseis Linnaeus, 1764; Papilio pirata Esper, 1789; Hipparchia briseis; [Otakar Kudrna].

### Noms vernaculaires
L'Hermite ou Ermite se nomme The Hermit en anglais, Gemeinäugiger Falter ou Berghexe en allemand et Banda oblicua en espagnol,.

### Sous-espèces
- Chazara briseis armena (Jachontov, 1911) en Arménie
- Chazara briseis fergana (Staudinger, 1886)
- Chazara briseis hyrcana (Staudinger, 1886)
- Chazara briseis magna Heyne, [1894];
- Chazara briseis major (Oberthür, 1876) en Afrique du Nord.
- Chazara briseis meridionalis (Staudinger, 1886) dans le sud de l'Europe et en Sibérie.
- Chazara briseis saga (Fruhstorfer, 1909)[2].

## Description
L'Hermite est de couleur marron rayé d'une bande blanche submarginale rectiligne, un ocelle noir discrètement pupillé de blanc à l'apex des antérieures et chez la femelle un second en partie médiane de la bande blanche des antérieures.
Le revers des antérieures est ocre taché de marron rayé de la bande blanche qui peut être peu marquée aux postérieures, marbrées de marron et de blanc.

### Chenille
La chenille est beige rayée avec une tête ronde orangée.

## Biologie

### Période de vol et hivernation
L'Hermite vole en une génération entre juillet et septembre.

### Plantes hôtes
Ses plantes hôtes sont diverses poacées (graminées) dont Bromus erectus, Festuca ovina, Sesleria caerulea,.

## Écologie et distribution
L'Hermite est présent en Afrique du Nord, Maroc, Algérie et Tunisie, et dans le sud de l'Europe sous forme d'isolats en Espagne, France et Italie, puis du sud de la Pologne à l'Albanie, la Macédoine, la Grèce et la Turquie puis au Moyen-Orient et jusque dans le nord-ouest de la Chine,.
L'Hermite est présent sous forme d'isolats dans les départements du sud et du centre de la France métropolitaine. Il n'a pas été retrouvé depuis 1980 dans de nombreux départements.

### Biotope
Il réside dans des lieux secs buissonneux.

### État, pressions, menaces, protection
Cette espèce était autrefois largement présente en France. Probablement en raison de la régression des prairies, du bocage et d'une généralisation de l'usage des pesticides, elle a subi une régression récente et importante de ses effectifs ; de l’ordre de 30 % rien que sur les 10 dernières années, ce qui la classe dans la catégorie “Vulnérable”.
L'espèce n'a cependant pas de statut de protection particulier.